# 로켓맨 (영화)
《로켓맨》(영어: Rocketman)은 2019년 개봉한 전기, 뮤지컬 영화이다. 덱스터 플레처가 감독을, 리 홀이 각본을 맡았다. 영국의 음악가 엘튼 존의 삶을 그린 작품이며, 영화 제목은 엘튼의 1972년 곡 〈Rocket Man〉을 따 지어졌다. 제72회 칸 영화제(2019)에서 전 세계 최초로 상영되었다. 2020년 아카데미 시상식에서 주제가상((I'm Gonna) Love Me Again - 엘튼 존, 버니 토핀)을 수상하였다.

## 출연진
- 태런 에저턴 - 엘튼 존 역
- 제이미 벨 - 버니 토핀 역
- 리처드 매든 - 존 리드 역
- 브라이스 댈러스 하워드 - 셰일라 에일린 역
- 스티븐 그레이엄 - 딕 제임스 역
- 스티븐 맥킨토시 - 스탠리 역
- 잼마 존스 - 아이비 역
- 찰리 로우 - 레이 윌리엄스 역
- 테이트 도노반 - 더그 웨스턴 역
- 톰 베넷 - 프레드 역
- 키트 코너 - 레지 역
- 카밀 레미에쉐브스키
- 해리엇 월터 - 헬렌 피에나 역